# Охотное (Зеленоградский район)
Охотное — посёлок в Зеленоградском районе Калининградской области. Входит в состав Красноторовского сельского поселения.

## Население
| 2002 | 2010 |
| ---- | ---- |
| 131  | ↘108 |

## История
В XIV веке Бискобникен входил в состав каммерамта Судау (Зюдау).
В 1946 году Бискобникен был переименован в поселок Охотное.